# Centelles
Centelles település Spanyolországban, Barcelona tartományban. Lakosainak száma 7775 fő (2024).

## Földrajza
Centelles Balenyà, Seva, Aiguafreda, Sant Martí de Centelles és Castellcir községekkel határos.

## A város híres szülöttei
- Ildefons Cerdà (Ildefons Cerdà i Sunyer (1815-1876) katalán építész, várostervező

## Népesség
A település lakosságának változását az alábbi diagram mutatja:
| Lakosok száma | 762  | 1837 | 3082 | 3886 | 5633 | 6304 | 7209 | 7333 | 7404 | 7775 |
|               | 1717 | 1887 | 1936 | 1960 | 1986 | 2004 | 2009 | 2014 | 2019 | 2024 |